# Arnoud van den Berg
Arnoud van den Berg (* 1971 in Haaksbergen) ist ein niederländischer Jazz- und Bluesmusiker (Kontrabass, Komposition), der international hauptsächlich im Gypsy-Jazz bekannt wurde.

## Leben und Wirken
Berg begann im Alter von elf Jahren, Bassgitarre zu spielen. Bald war er vom Blues des Muddy Waters, Howlin’ Wolf und Buddy Guy fasziniert. Dann wechselte er zum Kontrabass, den er an den Konservatorien in Enschede und Hilversum studierte.
Berg gründete die Bluesband Cuban Heels, die vier Alben vorlegte und zwischen 2001 und 2012 erfolgreich in den Niederlanden auftrat. Daneben gehörte er zunächst zum Tolga Emilio Trio, mit dem er 2003 das Album G Blues veröffentlichte, später zu Reinier Voet & Pigalle 44. Mit den Gitarristen Olli Soikkeli und Paulus Schäfer bildete er das Trio Hot Club d'Europe, das das Album Kouvola Junction (2012) aufnahm. Dann wurde er Mitglied im Trio von Robin Nolan, mit dem diverse Alben entstanden und mit dem er in Europa auch mit Musikern wie Jimmy Rosenberg, Stochelo Rosenberg, Benjamin Herman, Jan Akkerman, Anton Goudsmit, Tcha Limberger, Tchavolo Schmitt, Mozes Rosenberg, Tim Kliphuis und Paulus Schäfer auftrat. Er ist auch auf Alben der Jelle van Tongeren Group und mit Wimpie & De Domino’s zu hören.
Daneben ist Berg der künstlerischer Leiter des internationalen Gypsy-Jazz-Festivals Django Amsterdam, das im Bimhuis stattfindet. Auf der Plattform Soundslice finden sich mehrere Gypsy-Jazz-Bass-Lehrvideos von ihm. Weiterhin verfasste er einen Roman, Hoboblues; dieser wurde in Auszügen in der Literaturzeitschrift Deus ex Machina unter dem Pseudonym A.R. Eriks veröffentlicht.